# Pierre-Alexandre DuPeyrou

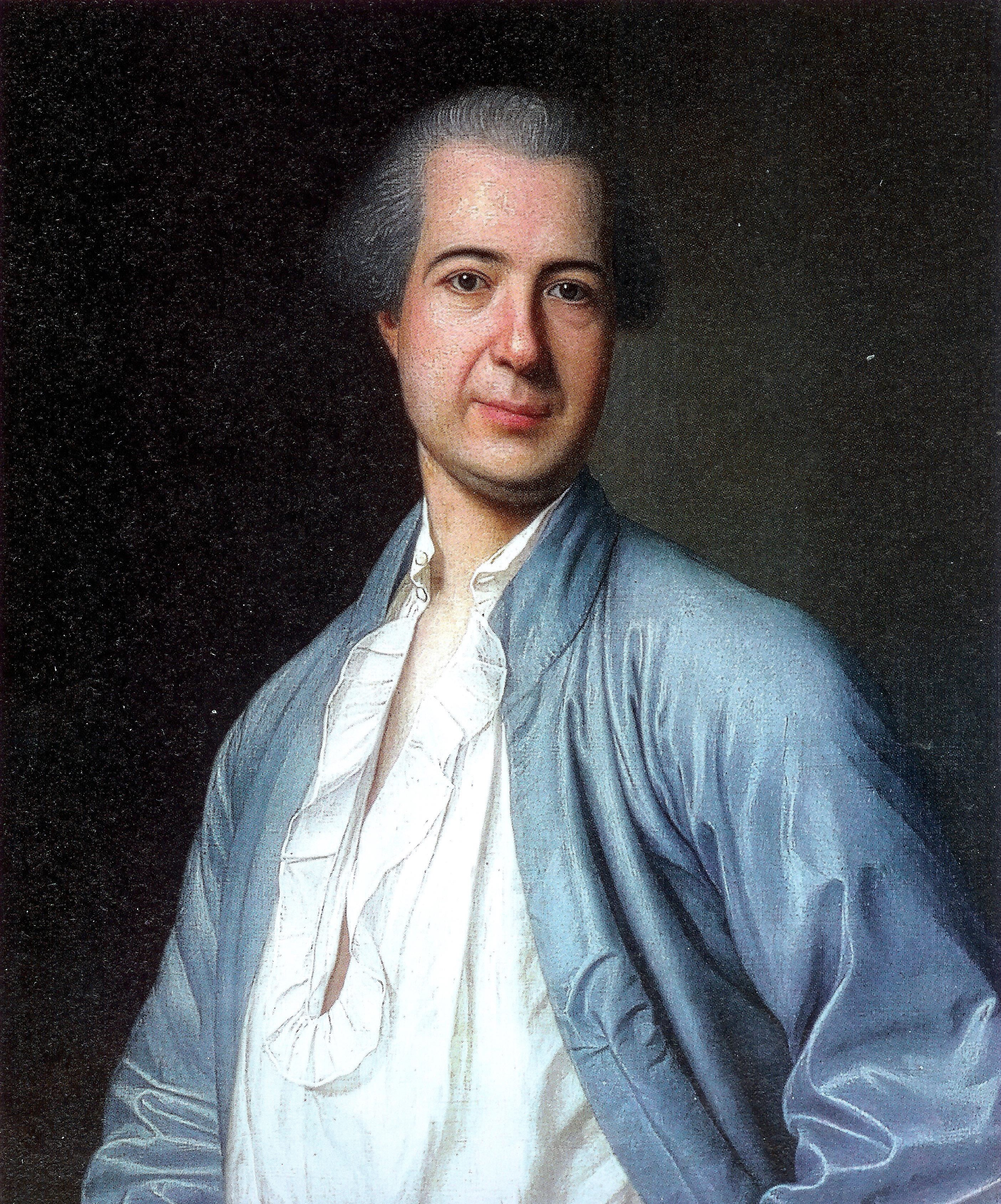
Pierre-Alexandre DuPeyrou (Anonymes Porträt, um 1775, Bibliothèque publique et universitaire de Neuchâtel)

Pierre-Alexandre DuPeyrou (* 7. Mai 1729 in Paramaribo; † 13. November 1794 in Neuenburg) war ein aus der Kolonie Niederländisch-Guayana nach Neuenburg zugezogener Geschäftsmann mit aufklärerischen Interessen. Bekannt ist DuPeyrou als Freund, Briefpartner und Verleger Jean-Jacques Rousseaus.

## Familiärer Hintergrund

Karte von Suriname (1759). Gut erkennbar ist die Lage der Plantagen an Flussläufen, die es ermöglichte, ihre Produkte (Zuckerrohr, Kakao, Holz usw.) auf dem Wasserweg zum Hafen von Paramaribo zu transportieren

Die DuPeyrous waren eine hugenottische Familie aus Bergerac im südwestfranzösischen Périgord. Pierre-Alexandre DuPeyrous Grossvater Pierre DuPeyrou hatte Frankreich nach dem Widerruf des Edikts von Nantes verlassen. Er heiratete 1695 in Amsterdam die ebenfalls aus Bergerac stammende Anne Planteau. Die Eheleute zogen nach Paramaribo, wo Pierre DuPeyrou ein Handelshaus gründete, eventuell auch schon Plantagen erwarb. Sein Sohn gleichen Namens wurde am 2. Februar 1702 in Paramaribo geboren. Er führte das Handelshaus DuPeyrou in Paramaribo weiter. Als Plantagenbesitzer und Sklavenhalter wurde Pierre DuPeyrou jun. reich. Er war seit 1725 mit Lucie geb. Drouilhet verheiratet. Ihr gemeinsamer Sohn Pierre-Alexandre wurde am 22. Mai 1729 in Paramaribo getauft. Er hatte zwei ältere Schwestern namens Benine (* 1725) und Lucie (* 1727). Im Alter von sechs Jahren schickten die Eltern Pierre Alexandre zur Erziehung in die Niederlande.
Pierre DuPeyrou jun. war Kapitän einer Bürgerwehr von Boven-Cottica und hatte zuletzt in Paramaribo das Amt eines Gerichtsrats inne; er starb am 3. Mai 1742. Seine Witwe heiratete am 13. Mai 1743 den Kommandeur von Niederländisch-Guyana, Philippe de Chambrier (1701–1756). Dieser stammte aus einer Neuenburger Oberschicht-Familie und hatte als Söldner in niederländischen Diensten Karriere gemacht. Als Kommandeur von Suriname tat er sich schwer, da er kein Niederländisch sprach. Durch die Heirat mit der Witwe DuPeyrou wurde er zum Eigentümer der Plantagen Perou, Libanon und La Nouvelle Esperance. Die Eheleute entschieden sich, die Kolonie zu verlassen und mit ihrem grossen Vermögen nach Europa zurückzukehren. De Chambrier reichte seinen Rücktritt ein. Sein Dienst endete am 14. April 1747, er hatte Suriname aber bereits am 30. Dezember des Vorjahres mit dem Schiff Concordia verlassen. Der 19-jährige Pierre-Alexandre DuPeyrou zog mit Mutter und Stiefvater nach Neuenburg, wo er am 9. Dezember 1748 das Bürgerrecht erwarb.

## DuPeyrou in Neuenburg

### Freundschaft mit Rousseau

Jean-Jacques Rousseau in armenischer Tracht (Allan Ramsay, 1765)

In Neuenburg freundete sich DuPeyrou mit dem Politiker Abraham de Pury an. De Pury machte DuPeyrou 1762 mit Jean-Jacques Rousseau bekannt, der in Môtiers wohnte. Am 31. Mai 1769 heiratete DuPeyrou in der Kirche von Lörrach die wesentlich jüngere Henriette Dorothée de Pury, die Tochter seines Freundes.
Rousseau gibt in den Confessions folgende Beschreibung DuPeyrous: Dank seines Reichtums und seiner sehr guten Erziehung besass dieser umfassende, wenn auch nicht sehr tiefgehende Kenntnisse und einigen Kunstverstand. Durch «sein holländisches, kaltes, bedachtsames Wesen, seine schwarzbraune Hautfarbe und sein stilles verschwiegenes Gemüt» wirkte er wie ein Intellektueller, zumal er wegen seiner Schwerhörigkeit in Gesprächen zurückhaltend blieb. Bereits in jungen Jahren an Gicht leidend, bewegte er sich langsam und bedächtig. All das machte grossen Eindruck auf Rousseau: «Ich sagte mir: Das ist ein Denker, ein Weiser, solch einen Mann zum Freunde zu besitzen, müßte ein Glück sein. Um mich vollends einzunehmen, richtete er auch noch sehr gerne das Wort an mich, ohne mir jedoch jemals eine Artigkeit zu sagen. Er sprach zu mir wenig über mich selber, wenig über meine Bücher und sehr wenig über sich; er war nicht ohne Gedanken und alles, was er sagte, war ziemlich richtig.»
In Genf wurden zwei Hauptwerke Rousseaus, der Gesellschaftsvertrag und Émile oder Über die Erziehung, von den Behörden eingezogen und verbrannt. Da ihm das Bürgerrecht von Neuenburg gewährt wurde, entsagte Rousseau daraufhin dem Genfer Bürgerrecht. Einige Genfer missbilligten, wie mit ihrem berühmten Mitbürger umgegangen worden war. Der Generalstaatsanwalt Jean Robert Tronchin, ein Gegner Rousseaus, veröffentlichte 1763 mehrere sogenannte Briefe vom Lande mit Überlegungen zum aufhebenden Recht (droit negatif) des Genfer Kleinen Rats. Er verteidigte darin das Vorgehen der Behörde im Fall Rousseau. Rousseau reagierte im Herbst 1764 mit einer Streitschrift, den Briefen vom Berge: Tronchin und der Genfer Rat verstiessen demnach gegen Verfassung und Tradition der Republik Genf. Eine Anspielung auf seine Person in den Briefen vom Berge verärgerte den in Genf lebenden Voltaire. Er publizierte anonym eine Schmähschrift, die Ansichten der Bürger. Darin machte er die in der Schweiz wenig bekannte Tatsache publik, dass Rousseau seine Kinder dem Pariser Findelhaus übergeben hatte. Rousseau wusste zwar nicht, dass Voltaire hinter dem Pamphlet stand, aber die Vorwürfe mussten ihm die Feindschaft der in Neuenburg einflussreichen reformierten Pfarrerschaft sowie die Ablehnung seiner Nachbarn in Môtiers eintragen. Als nachts Steine gegen sein Fenster flogen, war er entschlossen, Môtiers zu verlassen. DuPeyrou stand ihm beratend zur Seite und bot seine Unterstützung an.

### Bau des Hôtel DuPeyrou

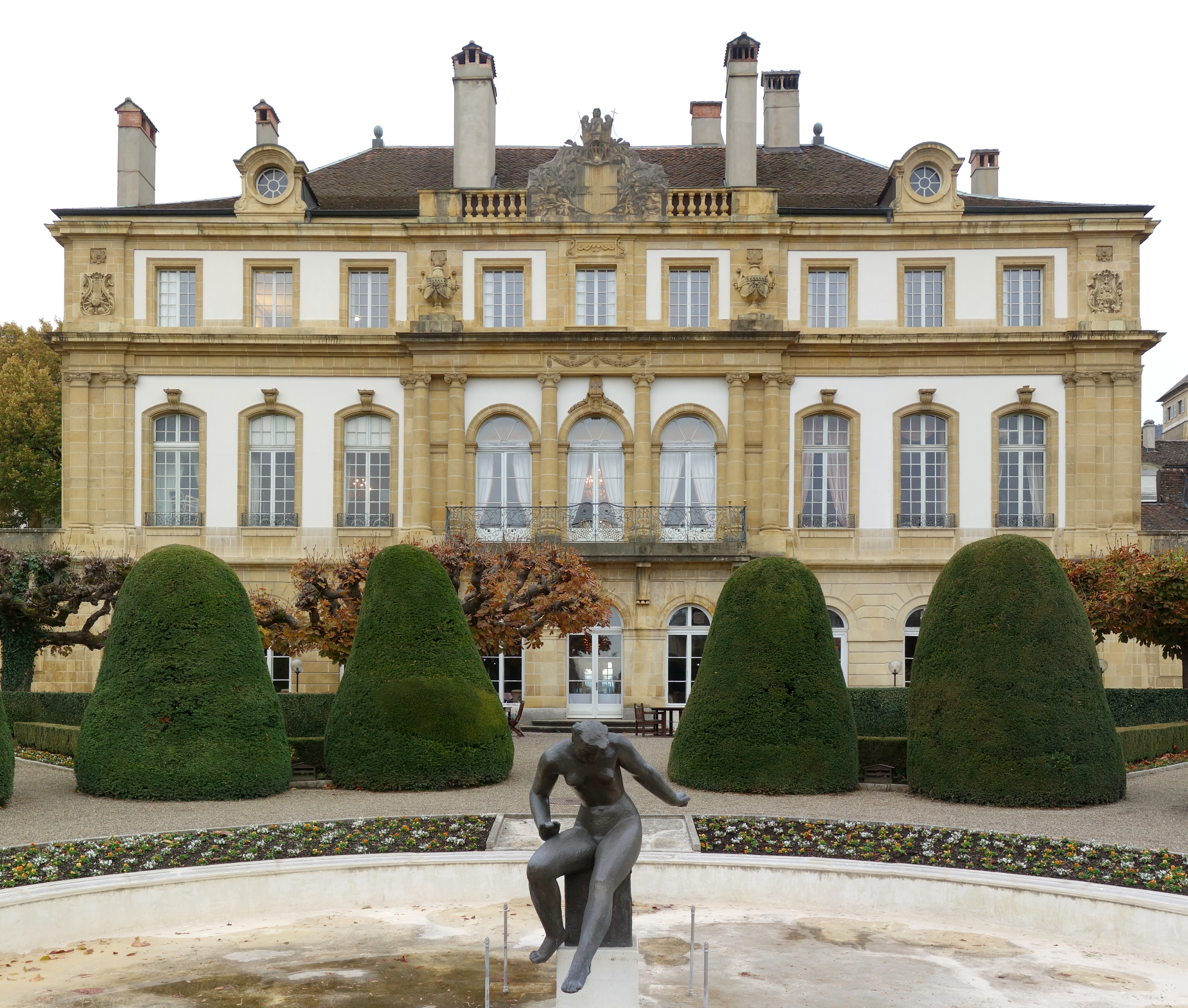
Hôtel DuPeyrou, Ansicht von der Gartenseite

In den Jahren 1764 bis 1772 liess Pierre-Alexandre DuPeyrou das Hôtel DuPeyrou vor den Toren der Neuenburger Altstadt als Herrenhaus errichten. Der Architekt war Erasmus Ritter. Während DuPeyrou eine spätbarocke Anlage vorschwebte, vertrat Ritter ein fortschrittlicheres Konzept. Rousseau wurde an den Planungen beteiligt, denn DuPeyrou versuchte, seinen Freund zum Einzug in einen oberhalb des Haupthauses geplanten «ägyptischen» Pavillon zu bewegen. Dieses Bauwerk sollte in der ersten Planungsphase eine «Kapelle» sein, in die der Bauherr sich zum ernsten Nachdenken zurückziehen könnte. Dann wollte er es Rousseau als Wohn- und Arbeitsraum zur Verfügung stellen, und nach Rousseaus Tod sollte es als «Tempel der Freiheit und Wahrheit» zum Grab- und Memorialbau des befreundeten Philosophen umgestaltet werden. Als ihm klar wurde, dass Rousseau nicht nach Neuenburg ziehen würde, verzichtete DuPeyrou ganz auf den Bau des Pavillons.

### Verleger der Werke Rousseaus
Ab 1764 plante DuPeyrou eine Gesamtausgabe der Werke Rousseaus. Rousseau, der eine Insel im Bielersee als Rückzugsort wählte, überliess ihm gegen eine Leibrente den Grossteil seiner Manuskripte zur postumen Veröffentlichung: «Wovon sollte ich jedoch leben — denn sowohl wegen der Teuerung der Lebensmittel als wegen der Schwierigkeit ihrer Herbeischaffung war der Unterhalt auf dieser Insel recht kostspielig … Diese Schwierigkeit wurde durch ein Abkommen behoben, das Du Peyrou gütigerweise mit mir einging, er trat nämlich an Stelle der Gesellschaft, welche die Herausgabe meiner gesammelten Werke früher beschlossen und wieder aufgegeben hatte. Ich übergab ihm also alle zu dieser Ausgabe notwendigen Manuskripte, besorgte Anordnung und Reihenfolge, verpflichtete mich zudem, ihm auch die Denkwürdigkeiten meines Lebens zu übergeben und machte ihn ganz im allgemeinen zum Bewahrer sämtlicher meiner Papiere mit der ausdrücklichen Bedingung, erst nach meinen Tode Gebrauch von ihnen zu machen, da mir am Herzen lag, meine Tage in Frieden zu beenden, ohne das Publikum noch einmal an mich zu erinnern».

### Zerwürfnis mit Rousseau

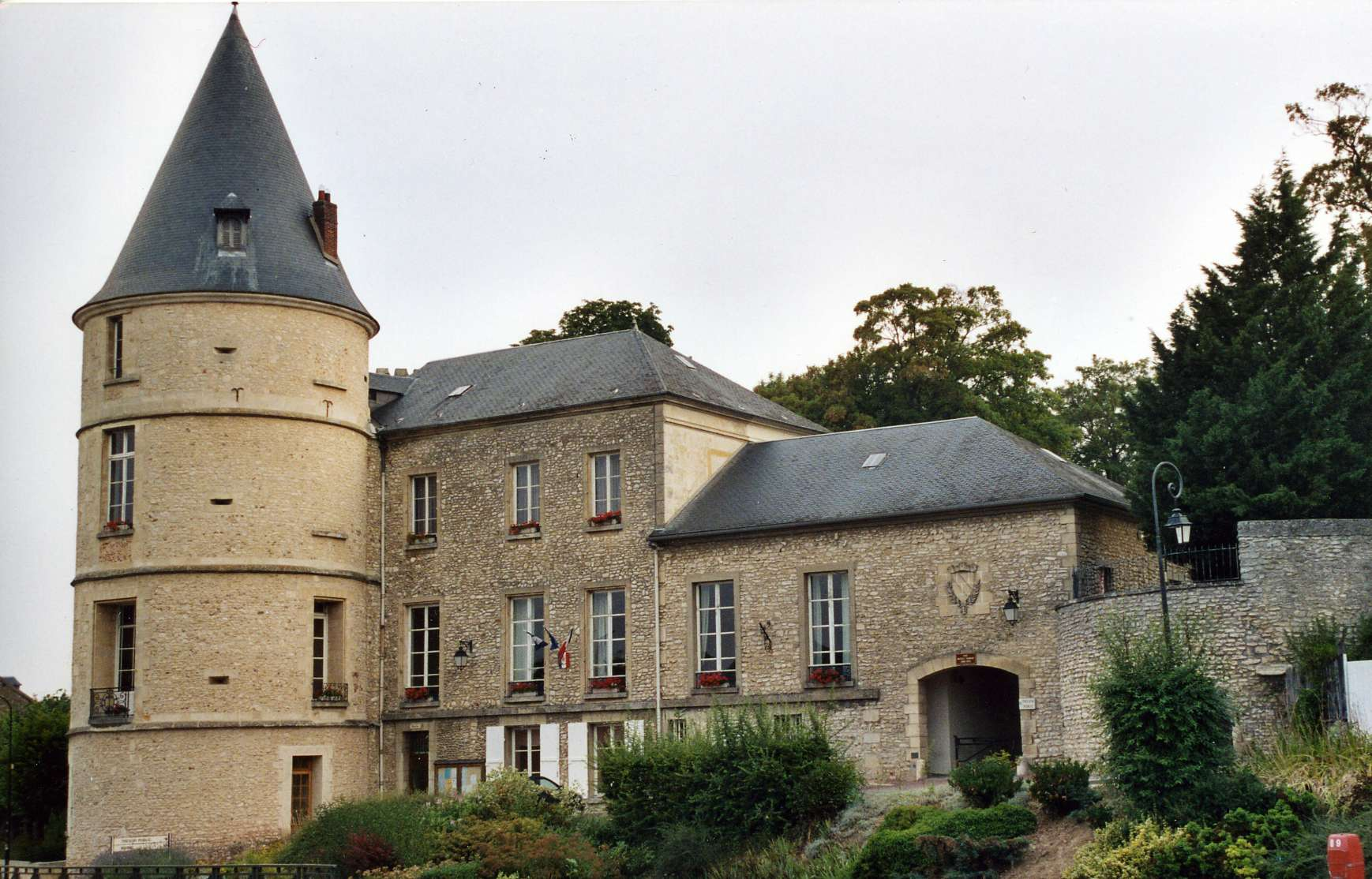
Schloss Trye; Rousseau wohnte im Obergeschoss des Turms

Während Rousseaus folgendem England- und Frankreichaufenthalt blieb er mit DuPeyrou in Briefkontakt. Aber 1767/1768 verbrachte Rousseau mehrere Monate in dem abgelegenen Schloss Trye (Trie-Château) im Norden Frankreichs, das seinem Bewunderer, dem Fürsten Conti, gehörte. Der Aufenthalt, der ihm vorher attraktiv erschienen war, erwies sich für Rousseau als sehr nervenzehrend. Im Oktober 1767 kam DuPeyrou zu Besuch. Auf der Hinreise hatte er einen Gichtanfall erlitten, und sein Zustand schien lebensbedrohlich. Im Fieber bezichtigte er seinen Freund, ihn zu vergiften. Für Rousseau war ein solches Verhalten unentschuldbar. Das wochenlange Zusammenleben auf engem Raum führte zum Zerwürfnis zwischen beiden. Im Januar 1768 reiste DuPeyrou, immer noch gesundheitlich sehr labil, nach Neuenburg ab, wo er sich erholte. Der Briefkontakt mit Rousseau lief noch bis 1771 weiter und nahm aus der Distanz auch wieder freundlichere Züge an. Aber das frühere Vertrauensverhältnis bestand nicht mehr.

### Letzte Lebensjahre und Tod
Nach Rousseaus Tod 1778 gab DuPeyrou gemeinsam mit Paul Moultou dessen Nachlass heraus (Genf 1782); 1792 veröffentlichte er in Neuenburg den zweiten Teil von Rousseaus Confessions. Obwohl DuPeyrou sich als grosszügiger Mäzen zeigte, wurde er, so Leo Damrosch, in Neuenburg nicht ganz akzeptiert. Er galt als aufklärerischer Freigeist mit mehreren unehelichen Kindern. Lucienne Hubler charakterisiert ihn als «Freimaurer, antiklerikal und deistisch gesinnt».
DuPeyrou starb unerwartet während eines Essens mit Gästen in seinem Neuenburger Haus. Er wurde 65 Jahre alt. Seine Ehe war kinderlos; das große Vermögen wurde unter der Verwandtschaft aufgeteilt. 

### Nachwirkung
Seine Handschriftensammlung vermachte DuPeyrou der Neuenburger Bibliothek (Bibliothèque publique et universitaire de Neuchâtel). Aus dem Nachlass Rousseaus besass DuPeyrou das Manuskript der Rêveries du promeneur solitaire, das Manuskript des Dictionnaire de musique und ein Herbarium. Sie wurden als Teil der «Sammlungsbestände Jean-Jacques Rousseau in Genf und in Neuenburg» im Jahr 2011 in das UNESCO-Weltdokumentenerbe aufgenommen. Die Stadt Neuenburg verdankt DuPeyrou ausserdem einen 1766 bis 1769 erbauten, später als Stadttheater genutzten Konzertsaal.
Im 21. Jahrhundert rückte die Tatsache, dass DuPeyrous Reichtum aus den Sklavenplantagen stammte, neu in den Blick der Öffentlichkeit. Laut dem Surinaamsche Staatkundige Almanach besass Pierre-Alexandre DuPeyrou im Jahr 1793 folgende Plantagen: l’Esperance (am Fluss Para), Libanon (am Fluss Cottica, gemeinsam mit E. J. Perret Gentil geb. Lynslager und R. C. Chaillet), Nouvelle Esperance und Perou (beide am Fluss Cottica). Seit 2023 gibt es in Neuenburg einen Stadtrundgang «Neuchâtel, empreintes coloniales» (Neuenburg, koloniale Spuren), der «die Verwicklung Neuenburgs in das System der Sklaverei und der Kolonialzeit» thematisiert. Eines der Objekte, die bei diesem Rundgang erschlossen werden, ist das Hôtel DuPeyrou.